# Нью-Кент (округ)
Округ Нью-Кент (англ. New Kent County) располагается в США, в штате Виргиния. По состоянию на 2010 год, численность населения составляла 18 429 человек. Получил своё название в честь исторической области Кент в юго-восточной Англии.

## География
По данным Бюро переписи США, общая площадь округа равняется 578 км², из которых 544 км² суша и 36 км² или 6,1 % это водоёмы.

### Соседние округа
- Чарльз-Сити (Виргиния) — юг
- Хановер (Виргиния) — запад (создан 26 ноября 1719 года)
- Хенрайко (Виргиния) — юго-запад
- Джеймс-Сити (Виргиния) — юго-восток
- Кинг-энд-Куин (Виргиния) — восток (создан в 1691 году)
- Кинг-Уильям (Виргиния) — север (создан в 1702 году)

## Демография
По данным переписи населения 2000 года в округе проживает 13 462 жителя в составе 4 925 домашних хозяйств и 3 895 семей. Плотность населения составляет 25 человек на км². На территории округа насчитывается 5 203 жилых строения, при плотности застройки 10 строений на км². Расовый состав населения: белые — 80,26 %, афроамериканцы — 16,20 %, коренные американцы (индейцы) — 1,29 %, азиаты — 0,53 %, гавайцы — 0,01 %, представители других рас — 0,53 %, представители двух или более рас — 1,17 %. Испаноязычные составляли 1,31 % населения.
В составе 34,70 % из общего числа домашних хозяйств проживают дети в возрасте до 18 лет, 66,60 % домашних хозяйств представляют собой супружеские пары проживающие вместе, 9,00 % домашних хозяйств представляют собой одиноких женщин без супруга, 20,90 % домашних хозяйств не имеют отношения к семьям, 16,60 % домашних хозяйств состоят из одного человека, 5,60 % домашних хозяйств состоят из престарелых (65 лет и старше), проживающих в одиночестве. Средний размер домашнего хозяйства составляет 2,65 человека, и средний размер семьи 2,97 человека.
Возрастной состав округа: 25,00 % моложе 18 лет, 5,90 % от 18 до 24, 32,00 % от 25 до 44, 27,70 % от 45 до 64 и 9,40 % от 65 и старше. Средний возраст жителя округа 38 лет. На каждые 100 женщин приходится 102,60 мужчин. На каждые 100 женщин старше 18 лет приходится 99,90 мужчин.
Средний доход на домохозяйство в округе составлял 53 595 USD, на семью — 60 676 USD. Среднестатистический заработок мужчины был 40 005 USD против 28 894 USD для женщины. Доход на душу населения составлял 22 893 USD. Около 3,40 % семей и 4,90 % общего населения находились ниже черты бедности, в том числе — 7,40 % молодежи (тех кому ещё не исполнилось 18 лет) и 7,00 % тех кому было уже больше 65 лет.